# Winfrid Burrows
Pour les articles homonymes, voir Burrows.
Winfrid Oldfield Burrows, né le 9 novembre 1858 et mort le 13 février 1929, est un ecclésiastique anglais de l'Église d'Angleterre. Il est évêque de Truro de 1912 à 1919 puis évêque de Chichester de 1919 jusqu'à sa mort.

## Biographie
Burrows naît dans une famille d'ecclésiastiques. Il est le fils du Révérend H. W. Burrows, chanoine résident de la cathédrale de Rochester.
Burrows étudie à Eton College et à Corpus Christi College de l'université d'Oxford. Il devient docteur en théologie (Doctor of Divinity) avant d'être ordonné prêtre en 1888. Nommé tuteur au collège Christ Church d'Oxford en 1883, il devient plus tard doyen de l'École du clergé de Leeds (en) puis vicaire de l'église de la Sainte-Trinité dans la même ville. Il est ensuite vicaire de l'église Saint-Augustin d'Edgbaston à Birmingham de 1903 à 1912, avant d'être nommé archidiacre de Birmingham en 1904. En 1908, il refuse le titre d'archevêque du Cap, mais il accepte plus tard celui d'évêque de Truro en 1912, qu'il portera jusqu'en 1919. Étrangement, William Streatfeild (en), évêque suffragant de Burrows, décèdera trois jours après lui. 
En tant qu'évêque de Truro et sympathisant du mouvement « Haute Église », Burrows insiste sur l'importance des offices du Livre de la prière commune ; il compile ainsi un livre pour les offices d'occasions spéciales à partir du Livre de la prière commune et des Saintes Écritures.

## Vie familiale
Burrows épouse Mary Talbot, fille du Révérend John Gilbert Talbot et de l'Honorable Meriel Sarah Lyttelton.